# 中91線
中91線（石岡－仙塘坪），是臺灣臺中市的區道，西北起石岡區石岡，東南至石岡區仙塘坪，全長2.893公里，路線全段皆在石岡區境內。
中91線中間路段曾在2007年10月6日因柯羅莎颱風而造成道路嚴重崩塌，其後又因政府與當地居民、地主無法意見整合，後續的修復工程中斷多時。一直到2022年7月27日，臺中市政府建設局開始進行修建。2023年10月20日，再度全線通車。

## 路線說明
臺中市
- 石岡區：石岡（起點， 台3線舊線岔路）→ 大勇街 → 金川巷 → 岡仙巷 → 仙塘坪（終點， 中93線岔路）

## 沿線景點、設施
- 五福臨門神木

## 交會重要道路
- 台3線
- 中93線（可通往社寮角、茅埔角）